# José María Velasco Ibarra
José María Velasco Ibarra, född 19 mars 1893 i Quito, död där 30 mars 1979, var en ecuadoriansk politiker som var landets president under fem perioder: 1934–1935, 1944–1947, 1952–1956, 1960–1961 och 1968–1972. Han tillsattes ofta som president efter militärkupper och det var också militären som tog bort honom från presidentposten vid alla perioder utom 
1952–1956. 